# Institut maçonnique de France
Pour les articles homonymes, voir IMF.
L'Institut maçonnique de France (IMF) est une association créée en 2002 qui vise à la promotion des valeurs culturelles et éthiques de la franc-maçonnerie, à travers son patrimoine historique, littéraire et artistique. Chacune des 17 obédiences de la franc-maçonnerie française disposent d'un siège au conseil d'orientation.

## Histoire
L’Institut maçonnique de France est né de la volonté de permettre à tout public intéressé de découvrir les divers aspects que comporte la franc-maçonnerie. En octobre 2002, l'institut est ainsi fondé à l’initiative de neuf obédiences :
- Grand Orient de France ;
- Grande Loge féminine de France ;
- Grande Loge de France ;
- Fédération française du « Droit humain » ;
- Grande Loge féminine de Memphis-Misraïm ;
- Grande Loge mixte universelle ;
- Loge nationale française ;
- Grande Loge mixte de France ;
- Grande Loge traditionnelle et symbolique Opéra.

Au fil du temps, d'autres obédiences rejoignent l'institut, portant en 2017 à 16 le nombre de ses membres :
- Ordre initiatique et traditionnel de l'Art royal ;
- Grande Loge traditionnelle de France ;
- Grande Loge mixte de Memphis-Misraïm ;
- Grande Loge de l'Alliance maçonnique française ;
- Grande Loge nationale française ;
- Grande Loge indépendante et souveraine des Rites unis ;
- Grande Loge des cultures et de la spiritualité.

## Organisation
L'Institut maçonnique de France est une association loi de 1901 dont le siège social se trouve à Paris, 6 villa du Clos-de-Malevart dans le 11e arrondissement.
Des chercheurs confirmés et des spécialistes de la maçonnologie constituent l’IMF, en toute indépendance scientifique des obédiences signataires[réf. nécessaire].
Le bureau de l'IMF se compose autour de quatre fonctions. Celles-ci sont occupées par : le président - Roger Dachez, le secrétaire général - Eric Algrain, la vice-présidente - Catherine Jeannin-Naltet, le coordinateur événementiel inter-obédiences - Gérard Soulier et le trésorier - Stéphan Hebert[réf. nécessaire].

## Activités
L'Institut maçonnique de France a pour double vocation d'être à la fois une fondation pour la culture maçonnique et un centre d'études et de recherches en vue de publications diverses. En effet, celui-ci organise de nombreuses activités telles que des conférences, des séminaires et colloques thématiques, etc.

### Salons maçonnique du livre
Le salon maçonnique du livre de Paris et les prix littéraires ont été créés par l'IMF en novembre 2003, dans la foulée des cérémonies du 275e anniversaire de « La Maçonnerie française »,.
Au départ organisé au siège de la Grande Loge de France, 8 rue Puteaux à Paris, le salon se tient désormais à la Bellevilloise (75020) les 3e WE du mois de Novembre.
L'IMF accompagne et labellise également plusieurs autres salons du livre en province : Marseille, Bordeaux, Rennes, Toulouse, Lille-Ronchin.

### Prix littéraires
À l'occasion de chaque Salon maçonnique du livre, l'IMF remet des prix littéraires dans plusieurs catégories : « essais philosophique ou sociétal », « histoire », « symbolisme » « beaux livres » et le « Prix Humanisme », récompensant un auteur non-maçon ayant défendu dans un ouvrage des idées et valeurs proches de celles de la franc-maçonnerie.